# Léon Daudet
Léon Daudet (16. listopadu 1867 Paříž – 30. června 1942 Saint-Rémy-de-Provence) byl francouzský spisovatel a politický publicista.

## Životopis
Léon byl synem Alphonse Daudeta. Studoval medicínu, kterou však nedokončil. V letech 1885–1886 se seznámil v Paříži se Sigmundem Freudem.12. ledna 1891 se oženil na radnici v Passy s Jeanne Hugovou, vnučkou Viktora Huga; o rok později se jim narodil syn Charles a manželství bylo rozvedeno v roce 1895.
Během Dreyfusovy aféry byl Daudet aktivní antidreyfusista a příznivec politických agitátorů, jako byl Édouard Drumont. Spolu s Charlesem Maurrasem byl zakládajícím členem Action française, monarchistického, nacionalistického a antisemitského politického hnutí.

## Dílo
- Seznam děl v Souborném katalogu ČR, jejichž autorem nebo tématem je Léon Daudet
- L'astre noir G. Charpentier et E. Fasquelle, Paříž 1893
- Les Morticoles Paříž 1894
- Les idées en marche Paříž 1896
- Le pays des parlementeurs Flammarion, Paříž 1901
- Une campagne d’Action française Nouvelle librairie nationale, Paříž 1910
- L'avant-guerre. Études et documents sur l'espionage juif-allemand en France depuis l'affaire Dreyfus Paříž 1913
- Hors du joug allemand. Mesures d’après-guerre Paříž 1915
- Contre l’esprit allemand. De Kant à Krupp Bloud et Gay, Paříž 1916
- La guerre totale Nouvelle librairie nationale, Paříž 1918
- Le stupide XIXe siècle. Exposé des insanités meurtrières qui se sont abattues sur la France depuis 130 ans (1789–1919) Paříž 1922
- Moloch et Minerve ou l’après-guerre Paříž 1924
- L’agonie du régime. Panorama des hommes, des clans et des crimes (1919–1925) Paříž 1925